# Condalia weberbaueri
Condalia weberbaueri är en brakvedsväxtart som beskrevs av Janet Russell Perkins. Condalia weberbaueri ingår i släktet Condalia och familjen brakvedsväxter. Inga underarter finns listade i Catalogue of Life.